# Munsterscheveld
Munsterscheveld is een buurtschap en voormalige veenkolonie in de plaats Emmer-Compascuum in de Nederlandse gemeente Emmen.

## Ligging
De plaats ligt ten noorden van Emmer-Compascuum, ten zuiden van Ter Apel en ten zuidwesten van Rütenbrock. Het is hoofdzakelijk gelegen aan de oostkant van het Stads-Compascuumkanaal. Ten oosten van Munsterscheveld ligt het bouwlandcomplex Munstersche Stukken tegen de Nederlands-Duitse grens.
Tegenwoordig wordt de plaats als wijk van Emmer-Compascuum beschouwd, maar tot ongeveer 2000 had de plaats eigen witte plaatsnaamborden.

## Naam
De plaats is genoemd naar de uit het Munsterland geëmigreerde veenarbeiders. In 1893 kreeg de kolonie een rooms-katholieke parochie; hieronder vielen ook de dorpen Roswinkel en Emmer-Compascuum. Oorspronkelijk heette de plaats  Munstersche Veld, maar vanaf 1868 is de huidige naam Munsterscheveld in gebruik.

## Bezienswaardigheden
- Sint-Willehaduskerk
- Mariahof (Munsterscheveld) (Hoofdkanaal Oostzijde 83), een voormalige kloosterkapel van de zusters van Onze Lieve Vrouwe ter Eem (Amersfoort). De kapel is sinds 2006 niet meer in functie.
- Molen Grenszicht
- Mariakapel Munsterscheveld

Drenthe: Steden en dorpen      Nederland: Provincies · Gemeenten